# Geoffroy III de Mayenne
Geoffroy III de Mayenne (1135- 18 février 1169), seigneur de Mayenne, fils de Juhel II de Mayenne et Clémence de Bellême.

## Biographie

### Les Croisés de Mayenne
Une cérémonie qui aurait eu lieu le 10 avril 1158, dans l'église de Notre-Dame de Mayenne, à l'occasion du départ pour la Terre-Sainte d'une troupe de croisés que Geoffroy, fils de Juhel II de Mayenne, conduisait à sa suite. Cette cérémonie est l'objet d'une controverse historique à la fin du XIXe siècle. 
La conclusion de cette controverse apportée par l'abbé Angot aboutit à une supercherie historique établie par Jean-Baptiste de Goué, au XVIIe siècle.

### Le fait historique
Le seul fait historique avéré est que Geoffroy III de Mayenne se croisa en 1158. Geoffroy était rentré à Mayenne, non au mois de novembre 1162, mais au plus tard en 1161. L'abbaye du Mont-Saint-Michel avait des relations obligatoires et variées avec la famille de G. de Mayenne, le reconnaissait comme suzerain pour les biens de la baronnie et lui devait des hommages.

### Décès
On ne connaît aucun acte de Geoffroy III postérieur à 1168 et on sait, par l'Obituaire d'Evron et par une charte de Juhel III, établissant dans l'abbaye d'Evron l'anniversaire de la mort de son père à la saint Christophe, que son décès eut lieu le 18 février. On peut donc le fixer au 18 février 1169 et placer le mariage de Maurice II dans le courant de 1170.

## Famille
Il épousa Constance, fille de Conan III de Bretagne, duc de Bretagne, qui lui donna pour fils Hamon et pour fille Mahaud, épouse d'André II de Vitré, puis de Thibault de Mathefelon. En secondes noces, Geoffroy épousa Isabelle de Beaumont-le-Roger-Meulan, dont il eut Juhel III, qui succéda à son père, et Clémence qui épousa Robert IV de Sablé. Isabelle, en secondes noces, épousa Maurice II de Craon.